# Marzena Kobielus
Marzena Kobielus (* 1989) ist eine ehemalige polnische Naturbahnrodlerin. Sie nahm in der Saison 2004/2005 an zwei Weltcuprennen teil.

## Karriere
Marzena Kobielus nahm lediglich in der Saison 2004/2005 an internationalen Wettkämpfen teil. Ihr Debüt gab sie am 18. Dezember 2004 im ersten Weltcuprennen des Winters in Campill, wo sie jedoch nur auf den 14. und letzten Platz kam. In ihrem zweiten und letzten Weltcuprennen, dem Weltcupfinale am 20. Februar 2005 in Olang, belegte sie als Vorletzte den 15. Platz. Im Gesamtweltcup 2004/2005 wurde sie damit 21. von insgesamt 24 Rodlerinnen, die in diesem Winter Weltcuppunkte gewannen. Zwischen ihren beiden Weltcupstarts nahm sie auch an einem Interkontinentalcuprennen in Jesenice teil, wo sie den elften Platz belegte, der in ihrer Altersklasse Junioren I Rang sieben bedeutete.